# Dicarca fluviatilis
Dicarca fluviatilis är en tvåvingeart som beskrevs av Richter 1993. Dicarca fluviatilis ingår i släktet Dicarca och familjen parasitflugor. Inga underarter finns listade i Catalogue of Life.